# Brooklyn Nine-Nine
Brooklyn Nine-Nine est une série télévisée américaine créée par Dan Goor et Michael Schur, diffusée entre le 17 septembre 2013 et le 20 mai 2018 sur le réseau Fox et entre le 10 janvier 2019 et le 16 septembre 2021 sur le réseau NBC. Au Canada, elle est diffusée en simultané sur Citytv.
En France, la série a été diffusée à partir du 1er octobre 2013 en version originale sous-titrée (VOST) sur Canal+ Séries, depuis le 25 avril 2014 en version française sur cette même chaîne et depuis le 12 juin 2015 sur France 4 sur France Ô depuis le 15 mai 2017, et sur Comedy Central depuis le 5 septembre 2022.
La série est disponible sur Netflix en France depuis le 24 novembre 2014. En Suisse, elle est diffusée depuis le 15 février 2015 sur RTS Un. Au Québec, elle est exclusivement disponible sur Netflix. Elle est également disponible en Belgique en version française sur Netflix. Néanmoins, en version française, elle reste inédite dans les autres pays francophones.
Pour sa première saison, la série remporte en 2014 le Golden Globe de la meilleure série télévisée musicale ou comique à la surprise de certains commentateurs.
À l'automne 2020, une adaptation québécoise de la série tournée à Québec, réalisée par Patrick Huard pour ComediHa! et diffusée sur la plateforme Club Illico, est mise en ligne.

## Résumé
Brooklyn Nine-Nine raconte la vie du commissariat de police du 99e district, dans l'arrondissement de Brooklyn à New York. L'arrivée du capitaine Holt, froid et strict, fait rapidement regretter aux détectives son prédécesseur, notamment pour le détective Jake Peralta, trublion immature du bureau.
À l'image du slogan de la série, « Brooklyn Nine-Nine: the Law without the Order » (« Brooklyn Nine-Nine : la loi sans l'ordre », une satire de Law and Order), les divers personnages la composant sont dotés de caractères très marqués voire extravagants, mettant ainsi à mal l'harmonie dans les bureaux. La pratique du cold open, scène d'ouverture de chaque épisode avant le lancement du générique, rappelle ce que pratique l'émission télévisée hebdomadaire Saturday Night Live.

## Distribution

### Acteurs principaux
- Andy Samberg (VF : Emmanuel Garijo) : détective Jake Peralta
- Stephanie Beatriz (VF : Ingrid Donnadieu) : détective Rosa Diaz
- Terry Crews (VF : Gilles Morvan) : sergent, lieutenant, puis capitaine Terry Jeffords
- Melissa Fumero (VF : Hélène Bizot) : détective, sergent, puis chef de département Amy Santiago
- Joe Lo Truglio (VF : Marc Perez) : détective Charles Boyle
- Chelsea Peretti (VF : Patricia Piazza) : adjointe administrative Gina Linetti (saisons 1 à 5, récurrente saison 6, invitée saison 8)
- Andre Braugher (VF : Thierry Desroses) : capitaine, puis commissionnaire Ray Holt
- Dirk Blocker (VF : Jean-François Aupied) : détective Michael Hitchcock
- Joel McKinnon Miller (VF : Thierry Murzeau) : détective Norm Scully

Photos des acteurs principaux
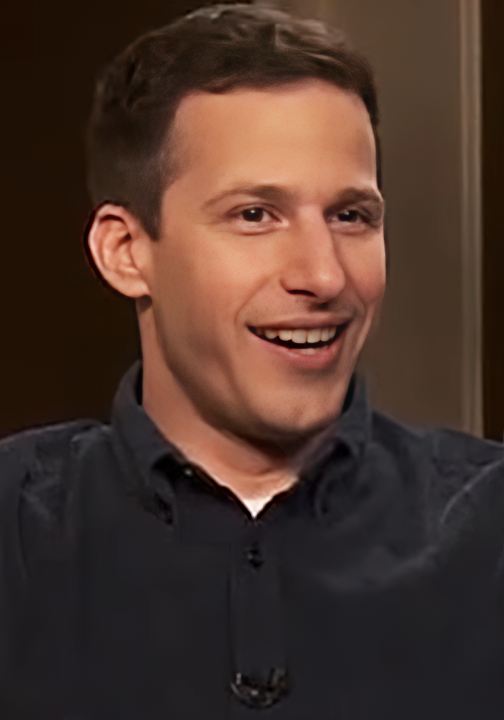
Andy Samberg dans le rôle du détective Jake Peralta.
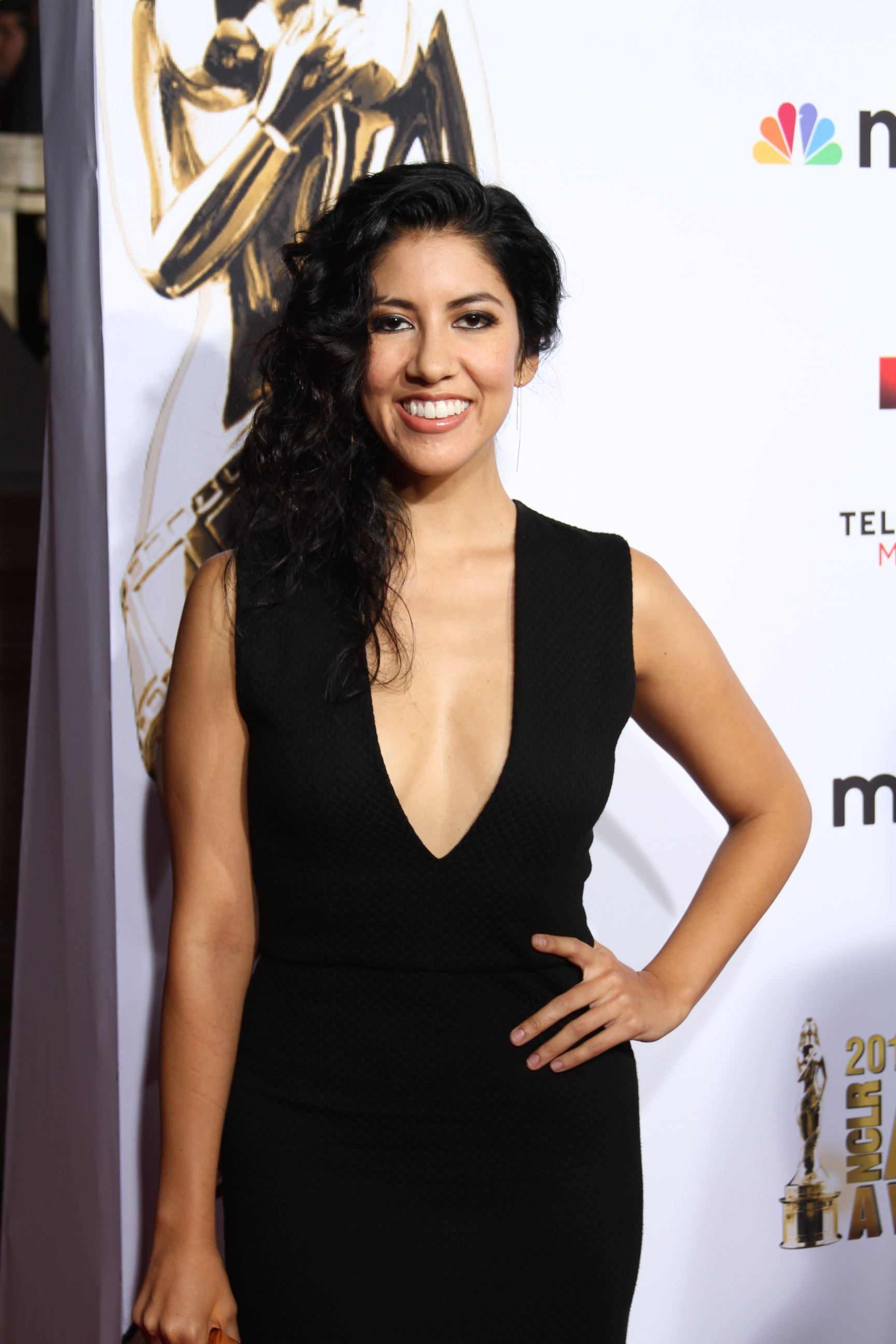
Stephanie Beatriz dans le rôle du détective Rosa Diaz.
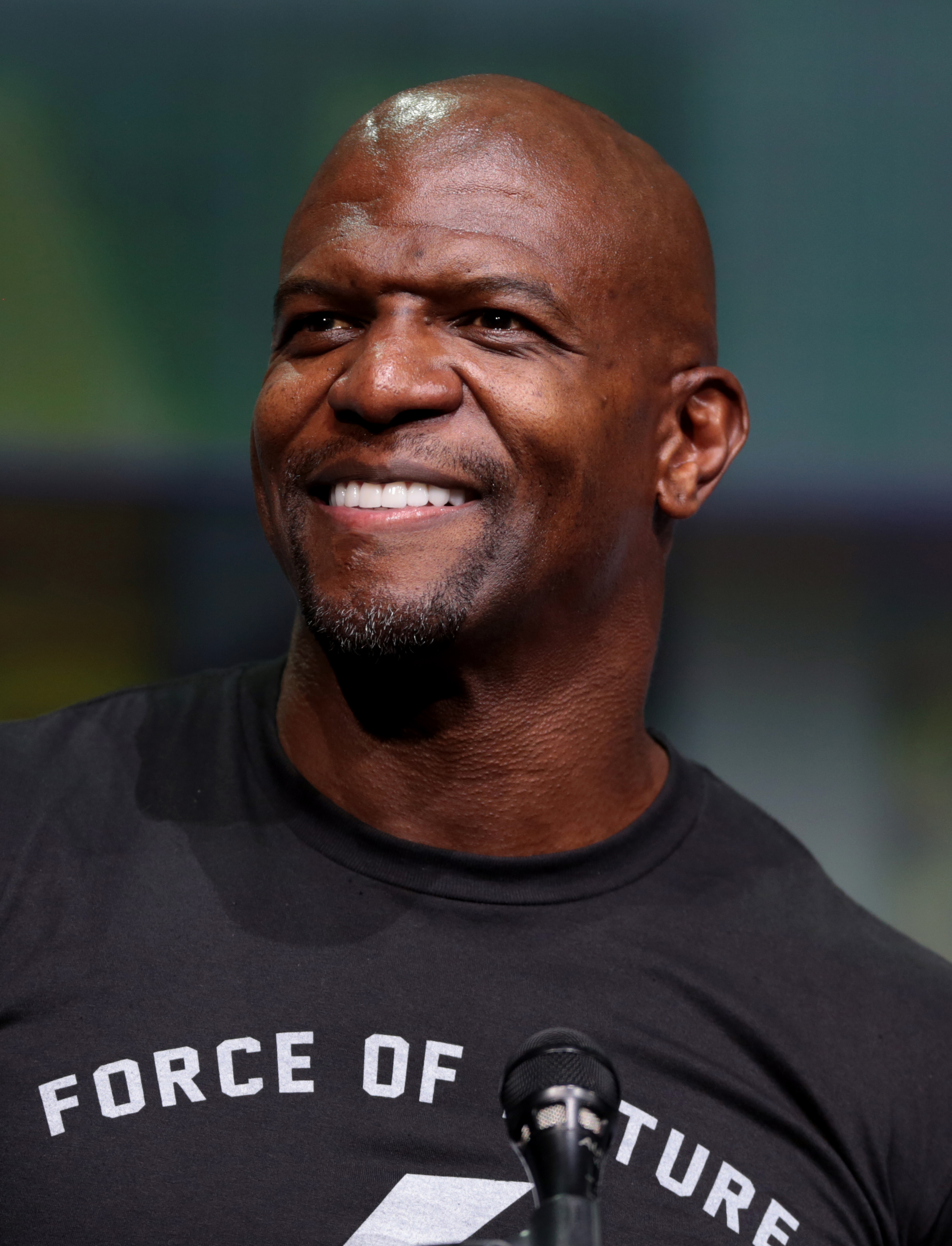
Terry Crews dans le rôle du capitaine-adjoint Terry Jeffords.
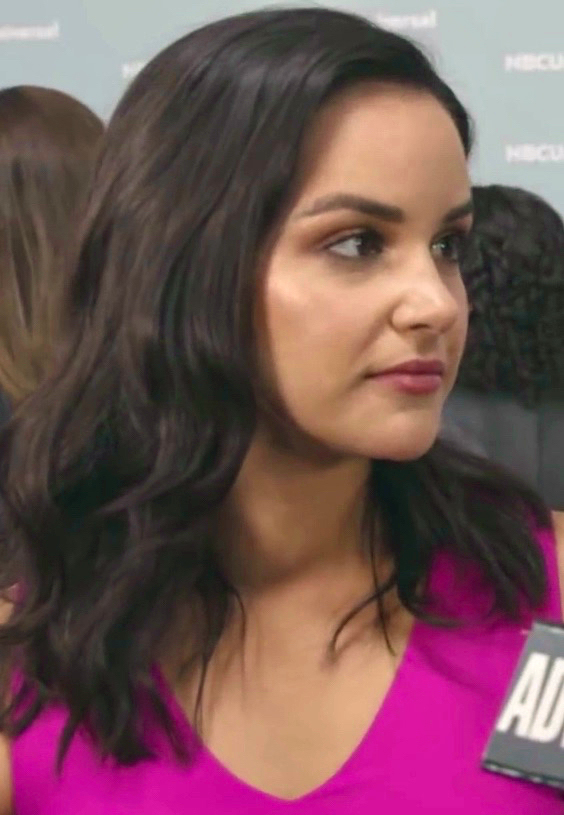
Melissa Fumero dans le rôle du sergent Amy Santiago.
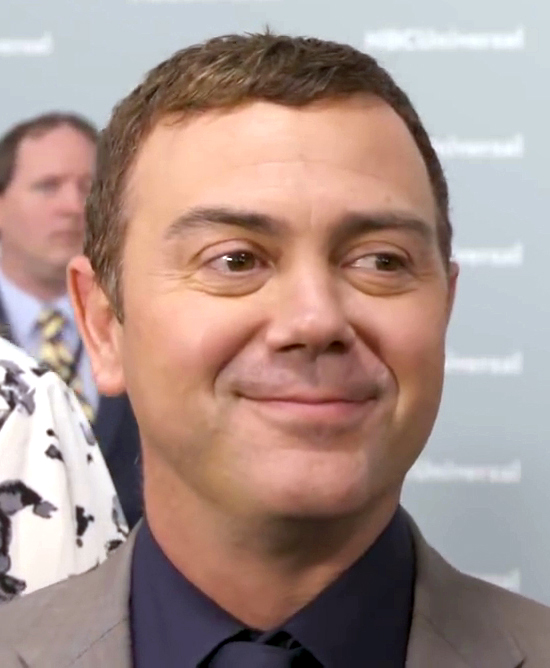
Joe Lo Truglio dans le rôle du détective Charles Boyle.
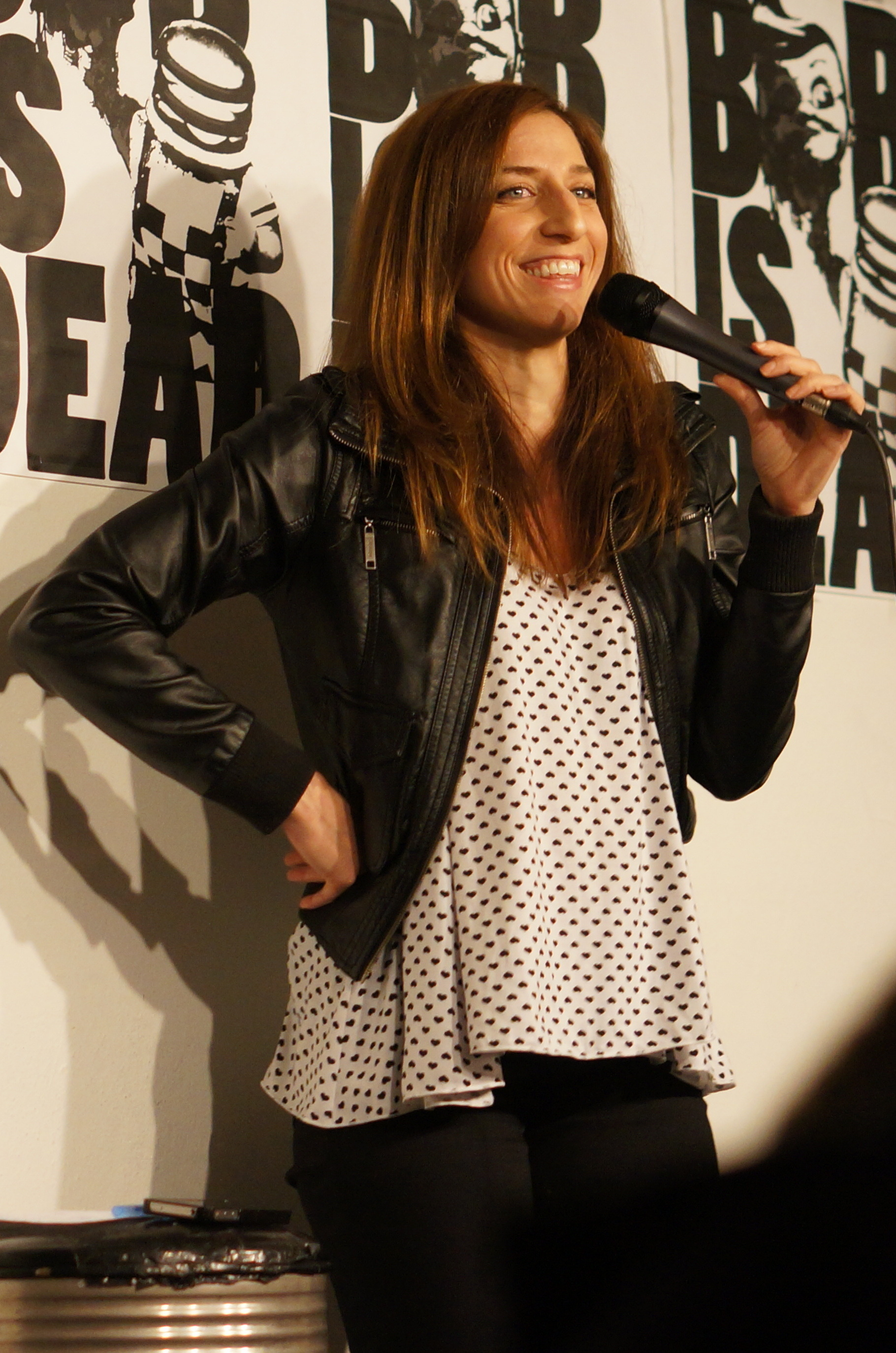
Chelsea Peretti dans le rôle de Gina Linetti.
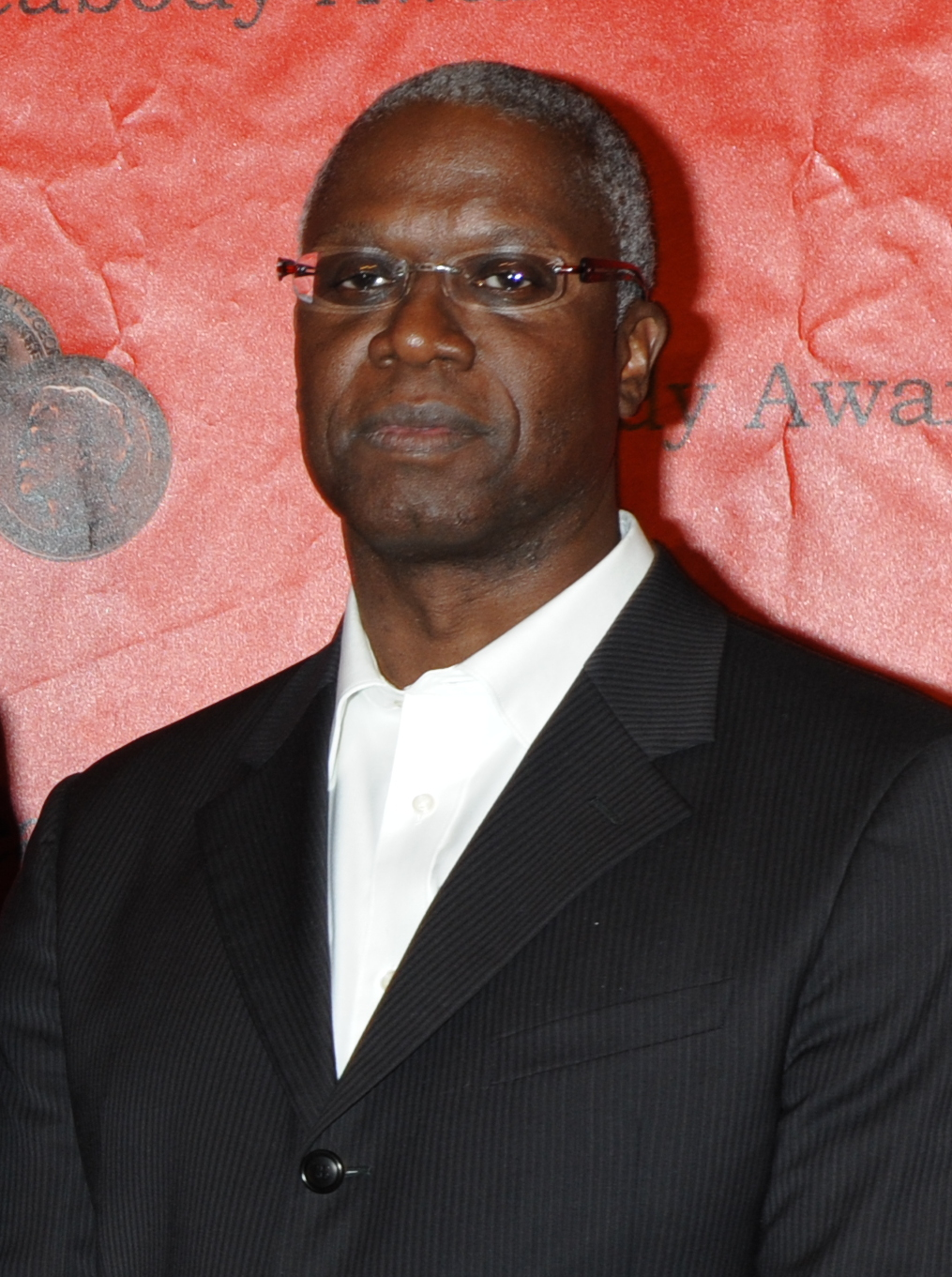
Andre Braugher dans le rôle du capitaine Ray Holt.

### Acteurs secondaires
- Marc Evan Jackson (VF : Renaud Marx) : Kevin Cozner, le mari du capitaine Holt
- Dean Winters (VF : Jean-Louis Faure) : le capitaine Keith Pembroke / « Le Vautour »
- Craig Robinson (VF : Pascal Vilmen) : Doug Judy, le voleur de Pontiacs
- Merrin Dungey (VF : Isabelle Ganz) : Sharon Jeffords, la femme de Terry
- Kyle Bornheimer (VF : Jérôme Pauwels) : Teddy Wells (saisons 1, 2, 4, 5, 6, 7 et 8)
- Marilu Henner (VF : Martine Irzenski) : Vivian Ludley (saison 1)
- Kyra Sedgwick (VF : Elisabeth Fargeot) : la cheffe adjointe Madeline Wuntch (récurrente saison 2, invitée saisons 3, 6 et 7)
- Eva Longoria (VF : Odile Schmitt) : Sophia Perez (saison 2)
- Stephen Root (VF : Philippe Peythieu) : Lynn Boyle, le père de Charles (saison 2)
- Sandra Bernhard (VF : Isabelle Leprince) : Darlene Linetti, la mère de Gina (saison 2)
- Nick Cannon (VF : Jean-Baptiste Anoumon) : Marcus, le neveu du capitaine Holt (saison 2, invité saison 3)
- Bradley Whitford (VF : Daniel Lafourcade) : Roger Peralta, le père de Jake (saisons 2, 3, 5 et 7)
- Jason Mantzoukas (VF : Laurent Morteau) : Adrian Pimento (saisons 3, 4, 5, 7 et 8)
- Mary Lynn Rajskub (VF : Patricia Marmoras) : Genevieve Mirren-Carter, la compagne de Charles (saisons 3 et 4)
- Gina Gershon : Lieutenant Melanie Hawkins (récurrente saison 4, invitée saison 5)
- Ken Marino (VF : Yann Guillemot) : le capitaine Jason Stentley / « C.J. » (récurrent saison 4, invité saison 6)
- Allison Tolman (VF : Chantal Baroin) : Olivia Crawford (saison 5)
- Nicole Byer (en) (VF : Nathalie Homs) : Trudy Judy (saison 6, 7 et 8)
- Phil Reeves (VF : Éric Legrand) : le commissaire John Kelly (saison 6)
- John C. McGinley (VF : Nicolas Marié) : Frank O'Sullivan (saison 8)
- Winston Story (en) : Bill Hummerstrout (saisons 4, 5, 6, 7 et 8)

### Invités
- Kid Cudi[11] (VF : Jean-Baptiste Anoumon) : Dustin Whitman (saison 1, épisode 7)
- Rob Kerkovich (VF : Gaël Zaks) : Bunder (saison 1, épisode 1)
- Mary Elizabeth Ellis (VF : Flora Kaprielian) : Dr Rossi (saison 1, épisode 4)
- Paul Mabon (VF : Serge Faliu) : Officier Lou (saison 1, épisode 7)
- Jerry Minor (en) (VF : Serge Faliu) : Jerry Grundhaven (saison 1, épisode 8)
- Allen Evangelista (de) (VF : Adrien Solis) : Savant (saison 1, épisode 9)
- Patton Oswalt (VF : Jerome Wiggins) : Boone (saison 1, épisodes 9 et 15)
- Jamie Denbo (en) (VF : Brigitte Aubry) : Hillary (épisode 11)
- Eddie Pepitone (en) (VF : Michel Voletti) : Leo Sporm (épisode 14)
- Adam Sandler (VF : Serge Faliu) : lui-même (épisode 15)
- Harvey J. Alperin (VF : Michel Voletti) : Joseph (épisode 16)
- Nate Torrence (VF : Fabrice Trojani) : Super Dan (épisode 17)
- Ed Helms (VF : Olivier Cordina) : Jack Danger / Dingo (saison 2, épisode 8)
- Garret Dillahunt (VF : Vincent Ropion) : Dave Majors (saison 2, épisode 21)
- Bill Hader (VF : Stéphane Ronchewski) : Capitaine Dozerman (saison 3, épisode 1)
- Adrian Moreira-Behrens (VF : Hervé Grull) : Sam Molane (saison 3, épisode 7)
- Nick Offerman (VF : Bernard Métraux) : Frederick (saison 3, épisode 8)
- Neil deGrasse Tyson : lui-même (saison 3, épisode 9)
- Oscar Nunez : Dr. Porp (saison 3, épisode 12)
- Katey Sagal (VF : Martine Meirhaeghe puis Véronique Augereau) : Karen Peralta, la mère de Jake (saison 3, épisode 14 et saison 5, épisode 7)
- Dennis Haysbert (VF : Paul Borne) : Bob Annderson (saison 3, épisodes 22 et 23)
- Jorma Taccone : Taylor (saison 4, épisode 1)
- Jim O'Heir (VF : Paul Borne) : Shérif Reynolds (saison 4, épisodes 2 et 3)
- Colin Campbell (VF : Françoua Garrigues) : Evan Spekesup (saison 4, épisodes 2)
- Eric Roberts (VF : Hervé Jolly) : Jimmy Figgis (saison 4, épisode 3)
- Zooey Deschanel (VF : Barbara Beretta) : Jessica « Jess » Day[12] (saison 4, épisode 4 - crossover avec New Girl[13])
- Neil Campbell (VF : Françoua Garrigues) : Ian Britches (saison 4, épisode 4)
- Jimmy Smits (VF : Lionel Tua) : Victor Santiago, le père d'Amy (saison 4, épisode 7 et saison 5, épisode 7)
- Nathan Fillion (VF : Guillaume Orsat) : Mark Deveraux (saison 4, épisode 14)
- Paul Adelstein (VF : Boris Rehlinger) : Seamus Murphy (saison 5, épisode 2, 11 et 12)
- Danny Trejo (VF : Thierry Mercier) : Oscar Diaz, le père de Rosa (saison 5, épisode 10)
- Sterling K. Brown (VF : Eilias Changuel) : Philip Davidson (saison 5, épisode 14)
- Reginald VelJohnson : lui-même (saison 5, épisode 19)
- Alan Ritchson : Scully jeune (saison 6, épisode 2)
- Wyatt Nash : Hitchcock jeune (saison 6, épisode 2)
- Rob Riggle (VF : Constantin Pappas) : Rob Dulubnik, le capitaine des pompiers (saison 6, épisode 5)
- Reggie Lee (VF : Didier Cherbuy) : Dr Ronald Yee (saison 6, épisode 10)
- Cameron Esposito : Jocelyn Pryce, la compagne de Rosa (saison 6, épisodes 11 et 14)
- Sean Astin (VF : Christophe Lemoine) : le sergent Knox (saison 6, épisode 14)
- J. K. Simmons (VF : Féodor Atkine) : Frank Dillman (saison 7, épisode 9)
- Martin Mull (VF : Michel Prud'homme) : Walter Peralta, le grand-père de Jake (saison 7, épisode 10)
- Lin-Manuel Miranda : David Santiago, le frère d'Amy (saison 6, épisode 9)

- Version française
  - Société de doublage : Nice Fellow[14],[15]
  - Direction artistique : Cyrille Artaux[15]
  - Adaptation des dialogues: Stéphane Salvetti, Rodolph Freytt et Olivier Lips[15]

 Source et légende : version française (VF) sur RS Doublage et Doublage Séries Database

## Développement

### Production

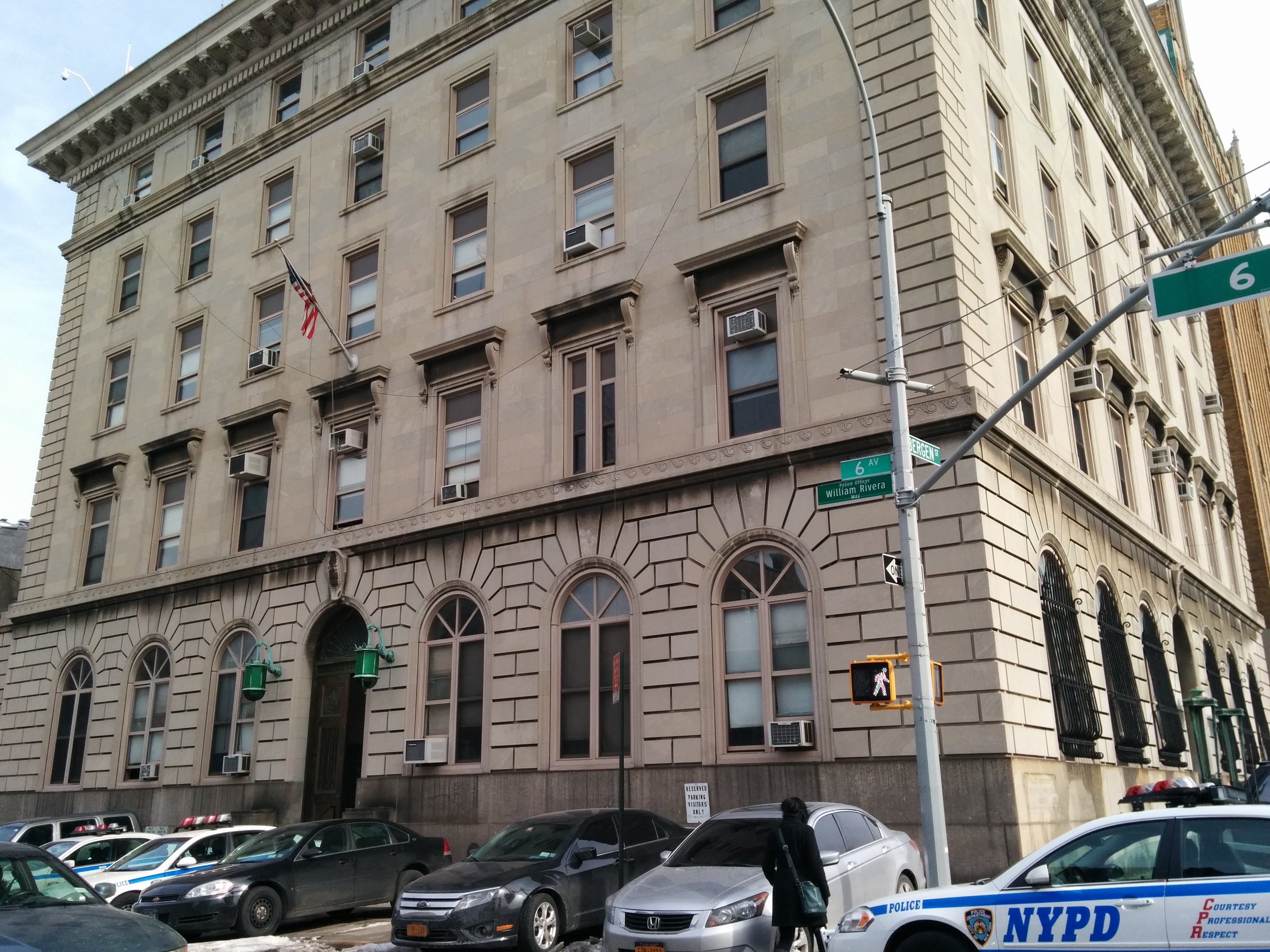
Le bâtiment où se trouvent les bureaux du de New York, à Brooklyn. Il s'agit du bâtiment qui est utilisé pour représenter l'extérieur des locaux du.

Le projet débute en août 2012, lorsque Fox commande un pilote le 11 janvier 2013, puis la série le 8 mai 2013 et lui attribue cinq jours plus tard la case horaire du mardi à 20 h 30 à l'automne. 
Le 4 octobre 2013, Fox commande des scripts additionnels, puis commande une série complète le 18 octobre 2013. Le 7 mars 2014, la série est renouvelée pour une deuxième saison. Le 17 janvier 2015, la série est renouvelée pour une troisième saison. Le 24 mars 2016, la série est renouvelée pour une quatrième saison.
En août 2016, la Fox annonce un crossover avec New Girl. Le 12 mai 2017, la Fox annonce le renouvellement de la série pour une cinquième saison.
Le 10 mai 2018, Fox annonce plusieurs annulations de séries, dont Brooklyn Nine-Nine. Plusieurs raisons sont avancées pour expliquer l'annulation de la série après cinq saisons alors que les audiences sont faibles depuis la saison 3, comme la possibilité de négocier les droits de diffusion par syndication une fois la barre des 100 épisodes atteinte. Les réactions déçues d'admirateurs sont nombreuses, parmi elles des célébrités telles Lin-Manuel Miranda, Seth Meyers ou Mark Hamill. Plusieurs diffuseurs sont cependant annoncés comme pouvant reprendre la série, comme Hulu (qui avait déjà repris The Mindy Project après son annulation par la Fox) ou Netflix. Le lendemain, NBC récupère la série pour une sixième saison de treize épisodes. L'arrivée sur NBC est jugée comme « logique » par Allociné, car il s'agit d'une série produite par la filiale Universal Television qui appartient comme NBC à NBCUniversal.
Le 27 février 2019, NBC renouvelle la série pour une septième saison, diffusée à partir du 6 février 2020 et débute par un épisode spécial d'une heure. Le 14 novembre 2019, la série est renouvelée pour une huitième saison, prévue pour la mi-saison 2020-2021.
Le 12 février 2021, NBC confirme que la huitième saison sera la dernière et qu'elle contiendra dix épisodes.

### Attribution des rôles
Les rôles sont attribués dans cet ordre : Andy Samberg, Terry Crews, Melissa Fumero, Stephanie Beatriz, Andre Braugher, Joe Lo Truglio et Chelsea Peretti.
Parmi les acteurs récurrents et invités : Dean Winters, Andy Richter, Patton Oswalt, Craig Robinson, Fred Armisen et Joe Theismann, Marc Evan Jackson et Kyle Bornheimer.
Pour la deuxième saison, Kyra Sedgwick ainsi qu'Eva Longoria ont décroché un rôle récurrent. En août 2015, Bill Hader et Mary Lynn Rajskub, feront des apparitions lors de la troisième saison, dans les rôles respectifs du Nouveau Capitaine et de Genevieve, la compagne de Charles Boyle.
Le 29 juillet 2016, Maya Rudolph annonce sa participation à un arc narratif de plusieurs épisodes au cours de la quatrième saison dans le rôle d'un marshal. Le 5 août 2016, il est annoncé que Ken Marino sera invité lors de la quatrième saison dans le rôle du nouveau capitaine.

## Tournage
Les plans du bâtiment du commissariat du 99e sont en fait ceux du 78e district, situé au 65 6th Avenue, Brooklyn, NY 11217.

## Fiche technique
- Réalisateurs du pilote : Phil Lord et Chris Miller
- Producteurs délégués : Dan Goor, Michael Schur et David Miner
- Société de production : 3 Arts Entertainment et Universal Television

## Épisodes

### Première saison (2013-2014)
Elle a été diffusée du 17 septembre 2013 au 25 mars 2014 aux États-Unis.
1. Le Nouveau Capitaine (Pilot)
2. Le Tagueur (The Tagger)
3. Ça rame, ça rame (The Slump)
4. Premier en second (M.E. Time)
5. Le Vautour (The Vulture)
6. Halloween (Halloween)
7. 48 heures (48 Hours)
8. Flics à l'ancienne (Old School)
9. Sal's Pizza (Sal's Pizza)
10. Thanksgiving (Thanksgiving)
11. Le Garde du corps (Christmas)
12. Le Voleur de Pontiac (Pontiac Bandit)
13. Le Pari (The Bet)
14. Le Faucon d'ébène (The Ebony Falcon)
15. Opération : Plume brisée (Operation: Broken Feather)
16. La Fête d'anniversaire (The Party)
17. En mode sur-Boyle (Full Boyle)
18. L'Appart (The Apartment)
19. Le Centre d'entraînement (Tactical Village)
20. Le Marié sophistiqué (Fancy Brugdom)
21. L'Insoluble (Unsolvable)
22. Présumé coupable (Charges and Specs)

### Deuxième saison (2014-2015)
Elle a été diffusée du 28 septembre 2014 au 17 mai 2015 aux États-Unis.
1. En infiltration (Undercover)
2. La Vasectomie (Chocolate Milk)
3. Le Championnat Jimmy Jab	(The Jimmy Jab Games)
4. Halloween, le retour (Halloween II)
5. La Taupe (The Mole)
6. Jake et Sophia (Jake and Sophia)
7. En quarantaine (Lockdown)
8. Timbré ! (USPIS)
9. Soirée rupture (The Road Trip)
10. Le Retour du voleur de Pontiac (The Pontiac Bandit Returns)
11. La Planque (Stakeout)
12. Week-end de folie (Beach House)
13. Le Remboursement (Payback)
14. En pause (Defense Rests)
15. Ennemis pour la vie (Windbreaker City)
16. Opération Captain's Fury (The Wednesday Incident)
17. Le Mariage Boyle-Linetti (Boyle-Linetti Wedding)
18. Capitaine Peralta (Captain Peralta)
19. Sabotage (Sabotage)
20. AC/DC (AC/DC)
21. Lieutenant Dave Majors (Det. Dave Majors)
22. L'Hélico (The Chopper)
23. Johnny et Dora (Johnny and Dora)

### Troisième saison (2015-2016)
Elle a été diffusée du 27 septembre 2015 au 19 avril 2016 aux États-Unis.
1. Le Nouveau Capitaine (New Captain)
2. L'Enterrement (The Funeral)
3. L'Intuition de Boyle (Boyle's Hunch)
4. Le Tueur au sachet de thé (The Oolong Slayer)
5. Halloween III (Halloween III)
6. Classe verte (Into the Wood)
7. Le Matelas (The Mattress)
8. Ava (Ava)
9. Les Suédois (The Swedes)
10. Yippie Kayak (Yippie Kayak)
11. Prise d'otage (Hostage Situation)
12. Neuf jours (9 Days)
13. La Croisière (The Cruise)
14. Karen Peralta (Karen Peralta)
15. Commissariat d'accueil (The 9-8)
16. Rats de bureau (House Mouses)
17. Adrian Pimento (Adrian Pimento)
18. Cheddar (Cheddar)
19. Les Chatons de Terry (Terry Kitties)
20. Paranoïa (Paranoia)
21. Sous les verrous (Maximum Security)
22. Le Casse du FBI (Bureau)
23. Greg et Larry (Greg and Larry)

### Quatrième saison (2016-2017)
Elle a été diffusée du 20 septembre 2016 au 23 mai 2017 aux États-Unis.
1. Coral Palms : Première partie (Coral Palms, Pt. 1)
2. Coral Palms : Deuxième partie (Coral Palms, Pt. 2)
3. Coral Palms : Troisième partie (Coral Palms, Pt. 3)
4. Horaires de nuit (The Night Shift)
5. Halloween IV (Halloween IV)
6. Le Monstre dans le placard (Monster in the Closet)
7. Monsieur Santiago (Mr Santiago)
8. Le Cycle du feu céleste (Skyfire Cycle)
9. La Surmolition (The Overmining)
10. Capitaine Lettonie (Captain Latvia)
11. Fugitive : Première partie (The Fugitive, Pt. 1)
12. Fugitive : Deuxième partie (The Fugitive, Pt. 2)
13. L'Expert (The Audit)
14. Flics en série (Serve & Protect)
15. La Dernière Chevauchée (The Last Ride)
16. Meuh-meuh (Moo Moo)
17. La Convention (Cop-Con)
18. À la poursuite d'Amy (Chasing Amy)
19. Votre honneur (Your Honor)
20. L'Abattoir (The Slaughterhouse)
21. Tel est pris (The Bank Job)
22. Crimes et châtiments (Crime and Punishment)

### Cinquième saison (2017-2018)
Elle a été diffusée du 26 septembre 2017 au 20 mai 2018 sur Fox.
1. Derrière les barreaux : Première partie (The Big House Pt. 1)
2. Derrière les barreaux : Deuxième partie (The Big House Pt. 2)
3. Un flan pour deux (Kicks)
4. Halloween V (HalloVeen)
5. Poker menteur (Bad Beat)
6. Le Manoir (The Venue)
7. La Guerre des clans (Two Turkeys)
8. Le Retour de Parlov (Return to Skyfire)
9. En vadrouille (99)
10. Soirée jeux (Game Night)
11. Le Service (The Favor)
12. La Planque (Safe House)
13. La Négociation (The Negotiation)
14. Garde à vue (The Box)
15. Énigmes à gogo (The Puzzle Master)
16. NutriBoom (NutriBoom)
17. La Demi-sœur de Jake (DFW)
18. L'Incendie criminel (Gray Star Mutual)
19. Bachelor-ette (Bachelor/ette Party)
20. Une journée d'angoisse (Show Me Going)
21. Dernière ligne droite (White Whale)
22. Jake et Amy (Jake and Amy)

### Sixième saison (2019)
Composée de 18 épisodes, elle est diffusée entre le 10 janvier 2019 et le 16 mai 2019 sur le réseau NBC.
1. Lune de miel (Honeymoon)
2. Hitchcock et Scully (Hitchcock and Scully)
3. Retour au lycée (The Tattler)
4. En quatre mouvements (Four Movements)
5. Un voleur peut en cacher un autre (A Tale of Two Bandits)
6. La Scène de crime (The Crime Scene)
7. La Taupe modèle (The Honey Pot)
8. Parole contre parole (He Said, She Said)
9. Le Chouchou (The Golden Child)
10. Gintars (Gintars)
11. Le Psy (The Therapist)
12. L'Anniversaire de mariage (Casecation)
13. La Bimbo (The Bimbo)
14. Contre la montre (Ticking Clocks)
15. Retour du Roi (Return Of The King)
16. Cinco De Mayo (Cinco De Mayo)
17. Taré (Sicko)
18. Suicide Squad (The Suicide Squad)

### Septième saison (2020)
Composée de treize épisodes, elle est diffusée du 6 février 2020 au 23 avril 2020.
1. Chasse à l'homme (Manhunter)
2. Capitaine Kim (Captain Kim)
3. Pimemento (Pimemento)
4. Le Championnat Jimmy Jab 2 (The Jimmy Jab Games II)
5. Debbie (Debbie)
6. La Méthode Jake (Trying)
7. Le Discours (Ding Dong)
8. Le Casse à l’envers (The Takeback)
9. Dillman (Dillman)
10. Amiral Peralta (Admiral Peralta)
11. Le Casse de toutes les fêtes (Valloweaster)
12. La Rançon (Ransom)
13. Noir, c'est noir (Lights Out)

### Huitième saison (2021)
Composée de dix épisodes, cette dernière saison est diffusée du 12 août 2021 au 16 septembre 2021, après les Jeux olympiques d'été de 2020.
1. Banalités pas si banales (The Good Ones)
2. À nous tous (The Lake House)
3. La grippe Bleue (Blue Flu)
4. Question d'équilibre (Balancing)
5. Transfert et subterfuge (PB & J)
6. Des douceurs dans la douleur (The Set Up)
7. Jeu de Boyle (Game of Boyles)
8. Bonnes résolutions (Renewal)
9. Dernier jour - Partie 1 (The Last Day Pt 1)
10. Dernier jour - Partie 2 (The Last Day Pt 2)

## Audiences

### Aux États-Unis
Le mardi 17 septembre 2013, FOX diffuse l'épisode pilote qui s'effectue devant 6,12 millions de téléspectateurs avec un taux de 2,6 % sur les 18⁄49 ans, soit un lancement satisfaisant. Puis lors de la saison les audiences se tassent sous les 4 millions de fidèles avec un pic à 15,07 millions lors de l'épisode diffusé post Super Bowl XLVIII, en milieu de saison, avant que les audiences s’enlisent sous les 3 millions de téléspectateurs. Cette première saison réunit en moyenne 3,5 millions de téléspectateurs.
Ensuite lors de son retour pour sa deuxième saison, le dimanche 24 septembre 2014, la série revient devant 5,36 millions de téléspectateurs avec un taux de 2,6 % sur la cible fétiche des annonceurs, soit un bon retour. Au cours de la saison, la série effectue sa deuxième meilleure audience (hors Superbowl), en réunissant 6,12 millions de téléspectateurs et en affichant son meilleur taux avec 3,0 % sur les 18/49 .

### Autres pays
Au Canada, le premier épisode a été regardé par 352 000 téléspectateurs.
En France, la série est diffusée en intégralité sur Canal+. La première saison sur France 4 a été diffusée en prime-time dans la case ComédieLand et a connu de bonnes audiences avec une moyenne de 350 000 téléspectateurs. En 2017, c'est au tour de France Ô de diffuser les deux premières saisons, avec en moyenne 100 000 téléspectateurs par épisode.

## Adaptation québécoise
Le tournage de l'adaptation québécoise, Escouade 99, débute à l'automne 2019 à Québec, pour la plateforme de vidéo à la demande Club Illico. Elle met en vedette Mickaël Gouin dans le rôle de Max (Jake Peralta), Widemir Normil interprète le commandant Raymond, Fayolle Jean Jr. dans le rôle de Jeff (Terry), Guy Jodoin dans le rôle de Charles, ainsi que Bianca Gervais (Rosalie), Mylène Mackay (Fanny, alias Amy), Léane Labrèche-Dor (Valérie alias Gina), Louis Champagne (Goudreau alias Scully) et Jean-Marc Dalphond (Ravary alias Hitchcock).
Au lendemain de la mise en ligne de la bande annonce du pilote de l'adaptation québécoise en août 2020, les acteurs américains sont déçus de constater que les rôles d'Amy et Rosa ne sont pas interprétées par des latinas,.

## Réception critique
| Saison | Saison | Critique               | Critique              |
| Saison | Saison | Rotten Tomatoes        | Metacritic            |
| ------ | ------ | ---------------------- | --------------------- |
|        | 1      | 7,25/10 (55 critiques) | 70/100 (34 critiques) |
|        | 2      | 7,96/10 (17 critiques) |                       |
|        | 3      | 8,19/10 (14 critiques) |                       |
|        | 4      | 7,96/10 (12 critiques) |                       |
|        | 5      | 8,33/10 (13 critiques) |                       |
|        | 6      | 8,32/10 (25 critiques) | 81/100 (8 critiques)  |
|        | 7      | 8,5/10 (8 critiques)   |                       |

## Distinctions

### Récompenses
- Golden Globes 2014 : meilleure série télévisée musicale ou comique
- Golden Globes 2014 : meilleur acteur dans une série télévisée musicale ou comique pour Andy Samberg
- American Comedy Awards 2014 : meilleur acteur dans une série télévisée pour Andy Samberg
- Critics' Choice Television Awards 2014 : meilleur acteur dans un second rôle dans une série télévisée comique pour Andre Braugher
- Primetime Creative Arts Emmy Awards 2014 : meilleure cascade dans une série comique ou de divertissement
- NHMC Impact Awards 2015 : réalisations et contributions exceptionnelles à l'image positive des Latinos dans les médias pour Melissa Fumero
- Gracie Awards 2015 : meilleur réalisateur - divertissement pour Julie Anne Robinson
- Primetime Creative Arts Emmy Awards 2015 : meilleure cascade dans une série comique ou de divertissement
- Critics' Choice Television Awards 2016 : meilleur acteur dans un second rôle dans une série télévisée comique pour Andre Braugher
- Poppy Awards 2016 : meilleur acteur dans une série télévisée comique pour Andy Samberg
- GLAAD Media Awards 2018 : meilleure série télévisée comique
- Imagen Awards 2018 : meilleure actrice dans un second rôle dans une série télévisée pour Stephanie Beatriz
- Shorty Awards 2019 : meilleure série télévisée
- Gracie Awards 2019 : meilleure actrice dans un second rôle dans une série télévisée pour Stephanie Beatriz

### Nominations
- People's Choice Awards 2014 : acteur préféré dans une nouvelle série pour Andy Samberg
- NAACP Image Awards 2014 : meilleur acteur dans une série télévisée comique pour Andre Braugher
- Satellite Awards 2014
  - meilleur acteur dans une série télévisée musicale ou comique pour Andre Braugher
  - meilleure série télévisée musicale ou comique
- GLAAD Media Awards 2014 : meilleure série télévisée comique
- American Comedy Awards 2014
  - meilleure série télévisée comique
  - meilleure actrice dans un second rôle dans une série télévisée comique pour Chelsea Peretti
- TCA Awards 2014
  - meilleure nouvelle série
  - meilleure série comique
- Imagen Awards 2014 : meilleure actrice dans un second rôle dans une série télévisée pour Stephanie Beatriz
- Teen Choice Awards 2014 : meilleur acteur dans une série télévisée comique pour Andy Samberg
- Ewwy Award 2014
  - meilleure série comique
  - meilleur acteur dans une série comique pour Andy Samberg
- Gold Derby Awards 2014
  - meilleure série télévisée comique
  - meilleur acteur dans une série télévisée comique pour Andy Samberg
  - meilleur acteur dans un second rôle dans une série télévisée comique pour Andre Braugher
- Primetime Emmy Awards 2014 : meilleur acteur dans un second rôle dans une série télévisée comique pour Andre Braugher
- Screen Actors Guild Awards 2015 : meilleure distribution pour une série télévisée comique
- NAACP Image Awards 2015
  - meilleur acteur dans une série télévisée comique pour Andre Braugher
  - meilleur acteur dans un second rôle dans une série télévisée comique pour Terry Crews
- Satellite Awards 2015 : meilleure série télévisée musicale ou comique
- GLAAD Media Awards 2015 : meilleure série télévisée comique
- Teen Choice Awards 2015 : meilleur acteur dans une série télévisée comique pour Andy Samberg
- Imagen Awards 2015
  - meilleure actrice dans un second rôle dans une série télévisée pour Melissa Fumero
  - meilleure émission de télévision diffusée en prime time - Comédie
- Gold Derby Awards 2015
  - meilleur acteur dans une série télévisée comique pour Andy Samberg
  - meilleur acteur dans un second rôle dans une série télévisée comique pour Andre Braugher
  - meilleure actrice invitée dans une série télévisée comique pour Kyra Sedgwick
- Primetime Emmy Awards 2015 : meilleur acteur dans un second rôle dans une série télévisée comique pour Andre Braugher
- People's Choice Awards 2016 : meilleur acteur dans une série télévisée comique Andy Samberg
- NAACP Image Awards 2016
  - meilleur acteur dans une série télévisée comique pour Andre Braugher
  - meilleur acteur dans un second rôle dans une série télévisée comique pour Terry Crews
- Satellite Awards 2016 : meilleure série télévisée musicale ou comique
- GLAAD Media Awards 2016 : meilleure série télévisée comique
- Teen Choice Awards 2016 : meilleur acteur dans une série télévisée comique pour Andy Samberg
- Imagen Awards 2016
  - meilleure actrice dans un second rôle dans une série télévisée pour Melissa Fumero et Stephanie Beatriz
  - meilleure émission de télévision diffusée en prime time - Comédie
- Primetime Creative Arts Emmy Awards 2016 : meilleure cascade dans une série comique ou de divertissement
- Poppy Awards 2016 : meilleure actrice dans un second rôle dans une série télévisée comique pour Chelsea Peretti
- Primetime Emmy Awards 2016 : meilleur acteur dans un second rôle dans une série télévisée comique pour Andre Braugher
- Critics' Choice Television Awards 2016 : meilleur acteur dans un second rôle dans une série télévisée comique pour Andre Braugher
- People's Choice Awards 2017 : meilleur acteur dans une série télévisée comique pour Andy Samberg
- Satellite Awards 2017
  - meilleure série télévisée musicale ou comique
  - meilleur acteur dans un second rôle dans une série télévisée pour Andre Braugher
- GLAAD Media Awards 2017 : meilleure série télévisée comique
- Black Reel Awards for Television 2017 : meilleur acteur dans un second rôle dans une série télévisée comique pour Andre Braugher
- Teen Choice Awards 2017 : meilleur acteur dans une série télévisée comique pour Andy Samberg
- Imagen Awards 2017 : meilleure émission de télévision diffusée en prime time - Comédie
- Primetime Creative Arts Emmy Awards 2017 : meilleure cascade dans une série comique ou de divertissement
- MPSE Golden Reel Awards 2018 : meilleurs effets sonores, bruitages, dialogues et doublages dans un film live de moins de 30 minutes
- Black Reel Awards for Television 2018 : meilleur acteur dans un second rôle dans une série télévisée comique pour Terry Crews
- Teen Choice Awards 2018 : meilleur acteur dans une série télévisée comique pour Andy Samberg
- Imagen Awards 2018 : meilleure émission de télévision diffusée en prime time - Comédie
- Gold Derby Awards 2018
  - meilleur acteur dans une série télévisée comique pour Andy Samberg
  - meilleur acteur invité dans une série télévisée comique pour Sterling K. Brown
- Primetime Creative Arts Emmy Awards 2018
  - meilleur acteur invité dans une série télévisée comique pour Sterling K. Brown
  - meilleure cascade dans une série comique ou de divertissement
- Critics' Choice Television Awards 2019 : meilleur acteur dans une série télévisée comique pour Andy Samberg
- Prix Edgar-Allan-Poe 2019 : meilleur épisode de série télévisée pour Luke Del Tredici (épisode : The Box)
- Gracie Awards 2019 : meilleure actrice dans un second rôle dans une série télévisée pour Chelsea Peretti
- Imagen Awards 2019
  - meilleure émission de télévision diffusée en prime time - Comédie
  - meilleure actrice dans un second rôle dans une série télévisée pour Melissa Fumero et Stephanie Beatriz
- Teen Choice Awards 2019
  - meilleure série télévisée comique
  - meilleur acteur dans une série télévisée comique pour Andy Samberg
- Gold Derby Awards 2019  
  - meilleur acteur dans une série télévisée comique pour Andy Samberg
  - meilleur acteur invité dans une série télévisée comique pour Lin-Manuel Miranda

## Produits dérivés

### Sorties en DVD

#### En France
- 4 novembre 2014 : Brooklyn Nine-Nine – Saison 1 (22 épisodes en 4 DVD)[72]
- 8 septembre 2015 : Brooklyn Nine-Nine – Saison 2 (23 épisodes en 3 DVD)[73]
- 6 septembre 2016 : Brooklyn Nine-Nine – Saison 3 (23 épisodes en 3 DVD)[74]
- 26 septembre 2017 : Brooklyn Nine-Nine – Saison 4 (22 épisodes en 4 DVD)[75]
- 8 octobre 2018 : Brooklyn Nine-Nine – Saison 5 (22 épisodes en 4 DVD)
- 11 septembre 2019 : Brooklyn Nine-Nine – Saison 6 (18 épisodes en 3 DVD)
- 30 septembre 2020 : Coffret Brooklyn Nine-Nine – Saisons 1 à 7 (143 épisodes en 21 DVD)